# Koninkrijk der Bourgondiërs
Het koninkrijk der Bourgondiërs was een koninkrijk van het Germaanse volk van de Bourgondiërs in de vijfde eeuw en zesde eeuw. Na een eerste kortlevende poging tot een Bourgondisch koninkrijk (407-436) binnen het Romeinse Rijk op de linkeroever van de Rijn bij Worms, ontstond het eerste Koninkrijk der Bourgondiërs in het zuidoosten van Frankrijk rond 443. In 534 werd het veroverd door de Franken en zouden de Bourgondiërs (en Franken) binnen het Frankische Rijk gaan assimileren met de lokale Latijnsprekende bevolking.

## Eerste woongebied binnen het Romeinse Rijk (411-436)

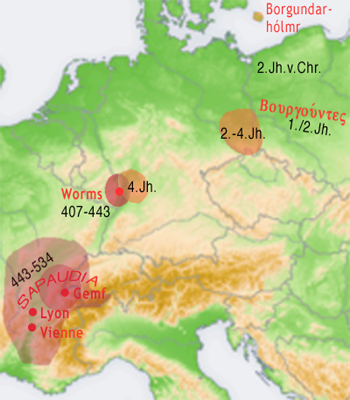
Bourgondische woongebieden vóór de totstandkoming van het koninkrijk

In de winter van het jaar 406 op het jaar 407 staken grote groepen Bourgonden, Vandalen, Sueven en Alanen de bevroren Bovenrijn van oost naar west over, zowel mannen als vrouwen en kinderen, hun bezittingen meenemend. Dat was toen op Romeins grondgebied in het toenmalige Germania Superior. De hoofdgroep van de Bourgondiërs bleef op de linker Rijnoever gevestigd. in de omgeving van Worms (Civitas Vangionum), nu Rijnland-Palts. Omdat de Romeinen niet in staat bleken om hen terug te drijven, besloot keizer Honorius de Bourgondiërs van koning Gundohar in 413 als foederati, 'bondgenoten', aan het Romeinse Rijk te verbinden. De Rijngrens werd niet langer door Romeinse soldaten verdedigd, maar voortaan overgelaten aan de Bourgondiërs.
Gaandeweg gingen de Bourgondiërs zich steeds verder in Romeins gebied vestigden; vermoedelijk is de kerstening der Bourgondiërs in deze jaren begonnen. De Romeinse legerbevelhebber Flavius Aëtius verbood echter in 435 verdere Bourgondische gebiedsuitbreiding, waarop de Bourgondiërs het bondgenootschap verbraken en het aangrenzende Romeinse gebied binnenvielen. Aëtius liet hierop in 436 de Hunnen een strafexpeditie uitvoeren, en in de Slag bij Worms brachten zij de Bourgondische strijdkrachten een verpletterende nederlaag toe. Koning Gundohar sneuvelde en een groot deel van het volk werd uitgemoord. Aëtius wenste echter niet de gehele vernietiging van de Bourgonden en beval de Hunnen terug te trekken. Later zou het rijk van Gundohar en de gebeurtenissen eromheen de inspiratiebron worden van het Nibelungenlied. Sommige bronnen vermelden eerder eufemistisch dat Aëtius het Bourgondische koninkrijk "verplaatste" van Worms naar het zuiden.

## Koninkrijk in het zuidoosten van Frankrijk (443-534)

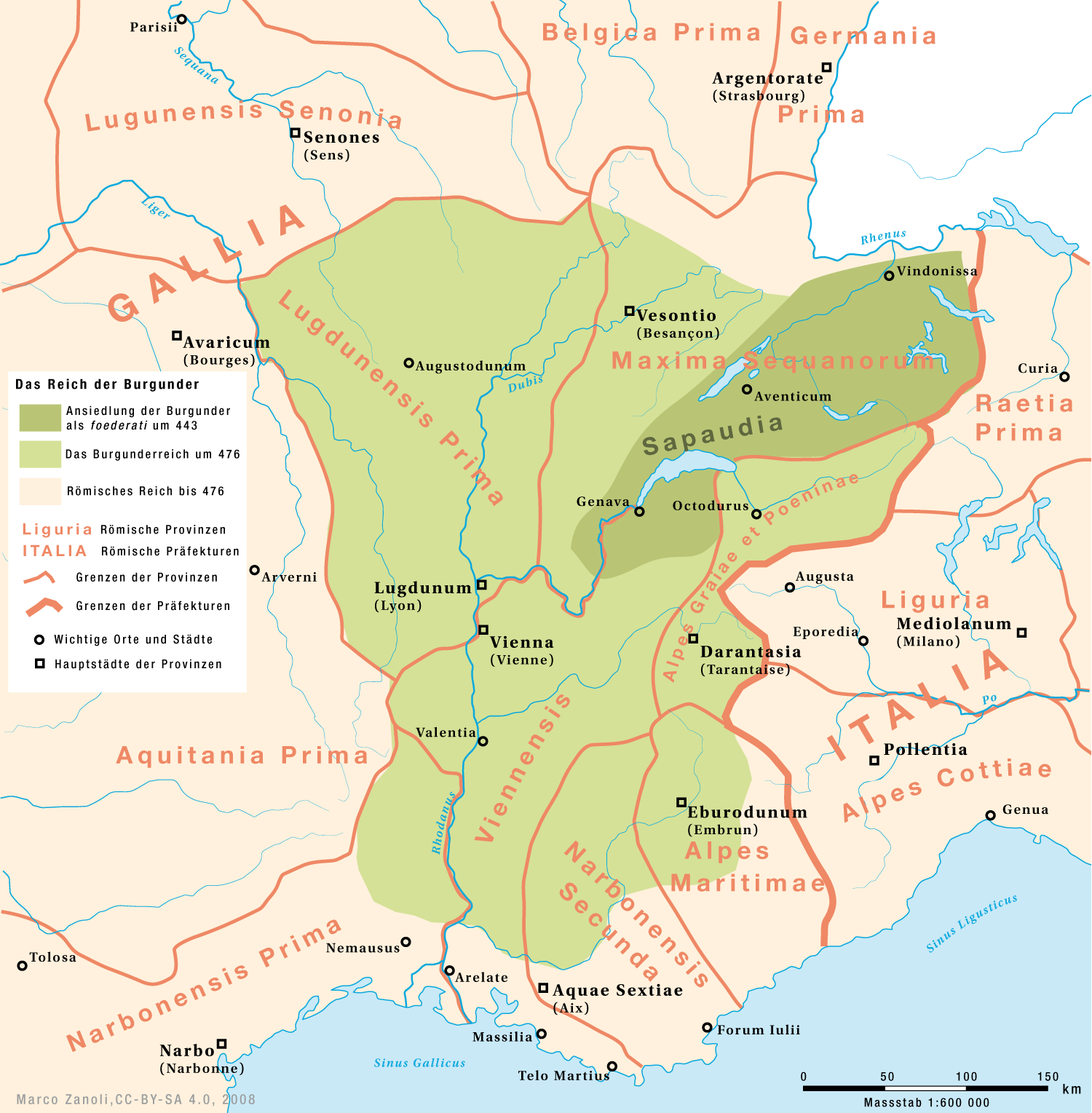
Uitbreiding van het koninkrijk Bourgondië tussen 443 en 476

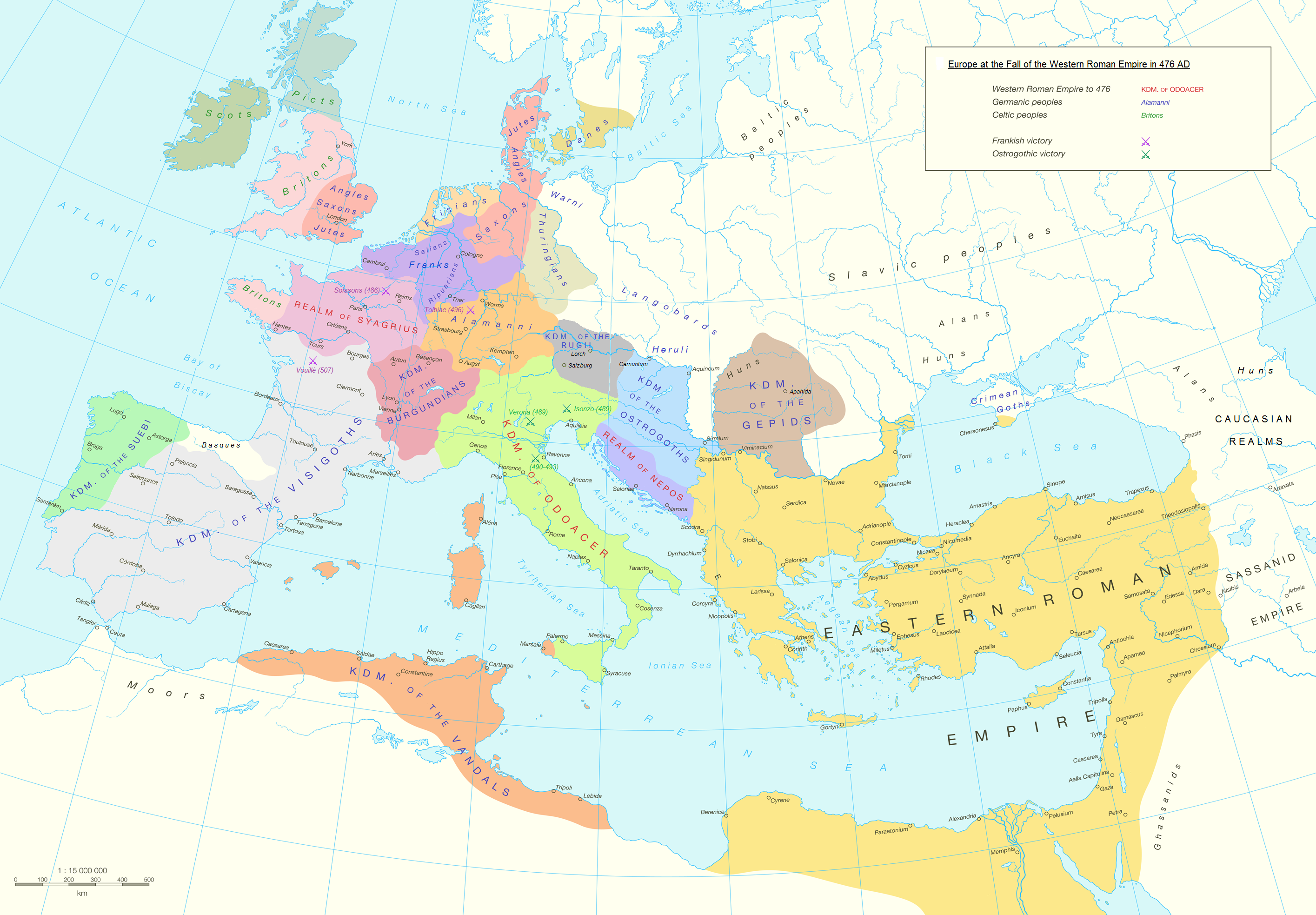
Europa in 476

In 443 sloten de Bourgondiërs een vredesverdrag met Rome en kregen ze van Flavius Aëtius (magister militum) toestemming zich te vestigen in het gebied rond Genève (Maxima Sequanorum) en herstichtten er hun Bourgondische Koninkrijk.
In 451, toen Attila de Hun Gallië binnenviel, werden zij door Aëtius opgeroepen om te helpen het Romeinse Rijk te verdedigen. Zij gaven, net als de Franken, gevolg aan deze oproep. Hoewel de inval gekeerd werd, ging het daarna snel bergafwaarts met de keizers van het Westen die sinds 402 in Ravenna zetelden.
In 456, na het opzij schuiven van keizer Avitus, kwamen de Bourgondiërs in opstand. Gundioc riep zichzelf uit tot koning van het Bourgondische koninkrijk. Hij verklaarde zich onafhankelijk van het West-Romeinse Rijk en trachtte zijn territorium rond Vienne uit te breiden. Een veldtocht in 458 onder leiding van keizer Majorianus was nog voldoende om hen te laten terugkeren binnen de aangewezen grenzen. Gundioc was getrouwd met de zuster van Ricimer, magister militum, en na de dood van Majorianus in 461, kreeg het Bourgondische Koninkrijk van Ricimer de status van foederati (bondgenoten). Lugdunum (Lyon) werd  de hoofdstad van het koninkrijk der Bourgondiërs. 
Gundobad hielp zijn oom Ricimer om keizer Anthemius (de laatste keizer die nog probeerde zelfstandig op te treden) te belegeren en onthoofdde hem eigenhandig op 11 juli 472. Ricimer zette een nieuwe stroman op de troon maar stierf zelf spoedig daarna. Gundobad nam de positie van zijn oom over en zette de volgende stroman Glycerius op de troon. Met de komst van de door de oostelijke keizer gesteunde Nepos verliet Gundobad zijn post en keerde hij naar Bourgondië terug. 
Gundobad had drie broers: Godigisel, Chilperik en Gundomar en volgens Gregorius van Tours vermoordde Gundobad Chilperik in 493. Chilperiks dochter Clothilde werd later de vrouw van Clovis (Chlodovech), koning der Franken. Uitzonderlijk genoeg was zij katholiek in plaats van een aanhangster van de kerk van Arius zoals de meeste Bourgondiërs.
Clovis steunde Godigisel tegen Gundobad en belegerde Gundobad in Avignon, maar uiteindelijk werd deze toch alleenheerser op de Bourgondische troon. Hij trachtte zijn positie te versterken door een verbetering van de rechtspositie van zijn Gallo-Romeinse onderdanen in de Lex Gundobada en overwoog net als Clovis ook maar katholiek te worden. Bij zijn dood werd zijn zoon Sigismund zijn opvolger. Sigismund was getrouwd met een dochter van Theodorik de Grote, de koning der Ostrogoten in Italië, en had een zoon bij haar, Sigerik. Hij liet zijn zoon echter ombrengen op verdenking van verraad. Sigismund was katholiek. Dat weerhield zijn nicht, koningin-moeder Clothilde, er niet van een van haar zoons, Chlodomer, koning der Franken, ertoe aan te zetten hem te verslaan en te doden 523. Gregorius van Tours schreef dat toe aan wraak voor de dood van Clothildes vader Chilperik, maar het is mogelijk dat deze 'moord' door Gundobad een later verzinsel is.

## Einde (534)

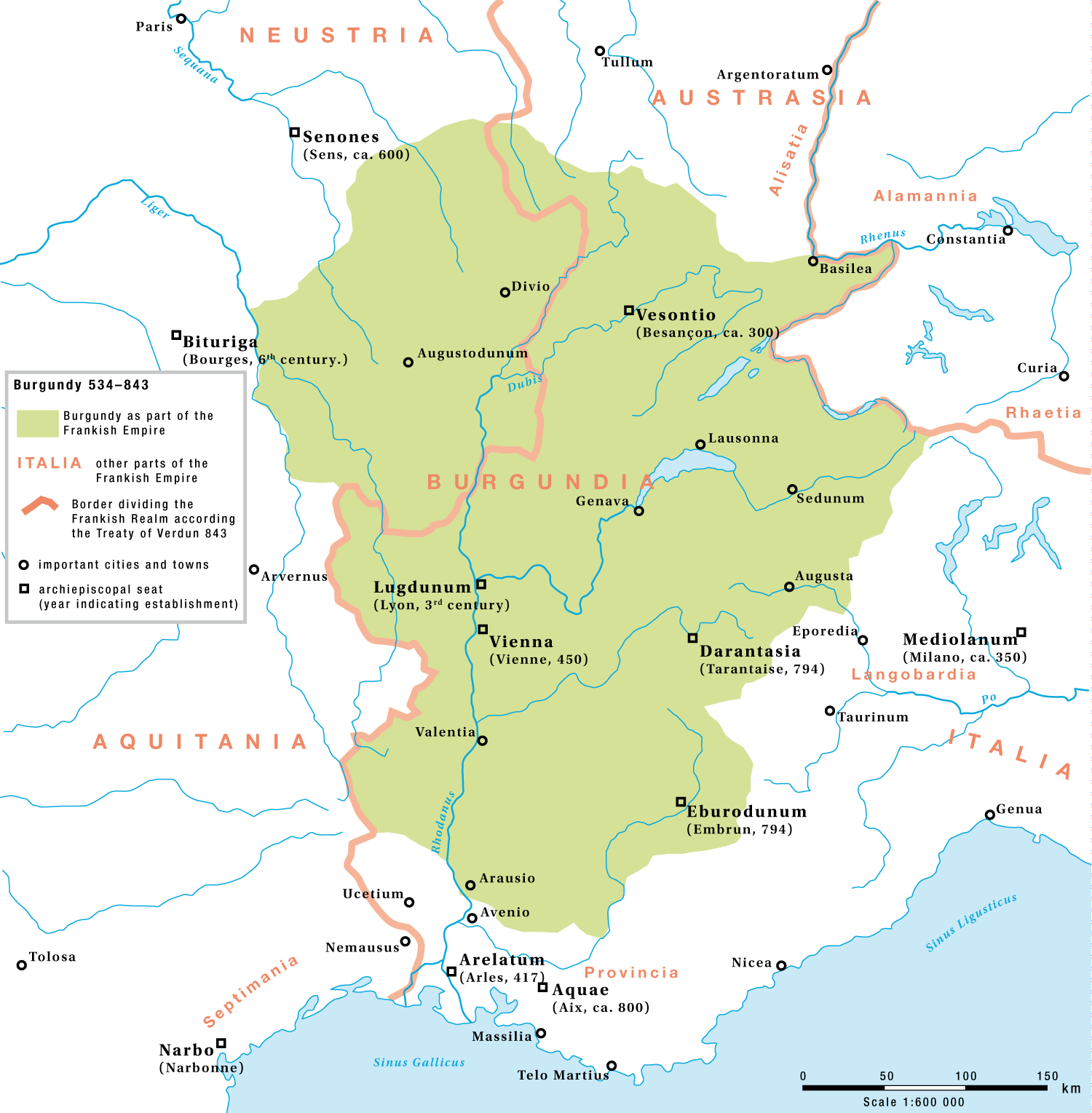
Bourgondië binnen het Frankische Rijk in de negende eeuw

Na Sigismunds dood ging de Bourgondische troon naar zijn Ariaanse broer Gundomar II. Na drie veldslagen tegen de Franken, veroverden in 534 Chlotarius I en Childebert I, twee andere zoons van Clovis en Clothilde, zijn koninkrijk voorgoed en moest Gundomar de wijk nemen. Daarna werd "Bourgondië" een deel van het Frankische Rijk hoewel het wel een aparte status behield, want de wetten van het land bleven van kracht. Na de annexatie verwaterde het onderscheid tussen Franken en Bourgondiërs en assimileerden beide volken geleidelijk in de omringende Latijnssprekende bevolking.
Dit Bourgondische deel van het Frankische Rijk werd begrensd door de westelijke Alpen, de bovenloop van de Aar, de Vogezen, de samenvloeiing van Aube en Seine, de heuvels van Brie, de Beaucevallei, de Loire van Blois tot Velay. Ook de Provence hoorde toen tot Bourgondië.

## Nadien
Van 534 tot 843 was Bourgondië onderdeel van het Frankische Rijk. Tot in de eerste helft van de achtste eeuw behield het "koninkrijk Bourgondië" vaak een relatief autonome positie binnen het Frankische Rijk. In 733-736 vestigde de Austrasische hofmeier Karel Martel opnieuw het centrale Frankische gezag. Tussen 843 en 888 zou het gebied verdeeld raken in het latere hertogdom Bourgondië en twee koninkrijken Neder- en Opper-Bourgondië. Deze laatste twee gingen in 933 op in het eengemaakte (maar zwakke) koninkrijk der Twee Bourgondiën dat in 1033 deel werd van het Heilige Roomse Rijk.